# Andreaea tsaratananae
Andreaea tsaratananae är en bladmossart som beskrevs av Thériot 1926. Andreaea tsaratananae ingår i släktet sotmossor, och familjen Andreaeaceae. Inga underarter finns listade i Catalogue of Life.